# Lèvre vaginale
Pour les articles homonymes, voir Lèvre (homonymie) et Labia.

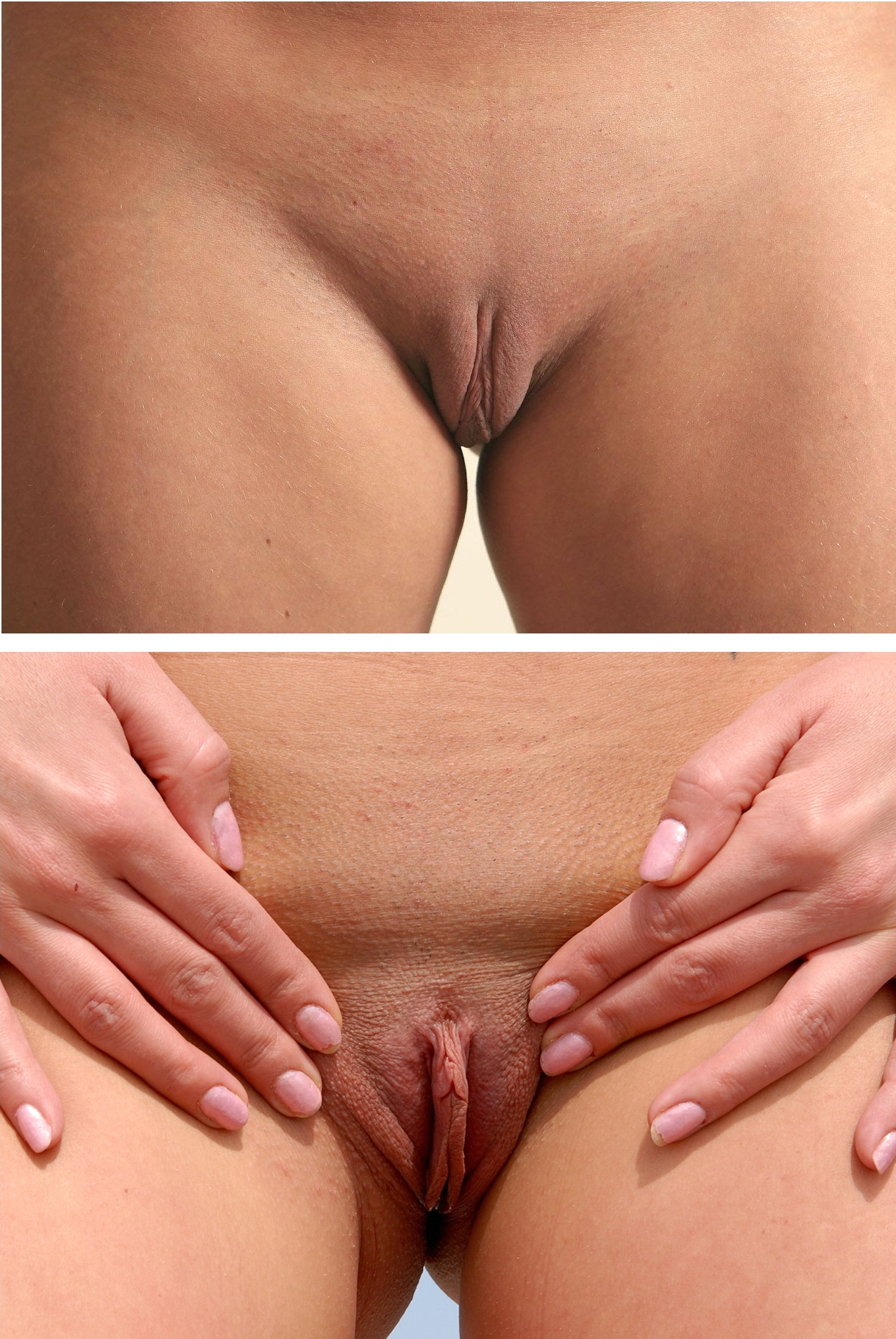
Lèvres de la femme :
Haut : Petites lèvres partiellement couvertes.
Bas : Grandes lèvres écartées pour montrer les petites lèvres.

Les lèvres vaginales, souvent appelées aussi labia, sont des replis cutanés formant la partie externe visible de la vulve. Dans l'appareil génital féminin, elles sont de types différents, les grandes lèvres et petites lèvres. Toutes deux sont paires, constituées de larges replis superposés, d'apparence verticales en position debout. Les petites lèvres sont situées à l'intérieur des grandes lèvres, et seules les grandes lèvres peuvent être recouvertes de poils pubiens (après la puberté).
Les lèvres entourent et protègent le clitoris à leur extrémité supérieure, en haut de l'espace interlabial et du vestibule vaginal et de ses deux orifices, le méat urétral et plus bas l'ostium vaginal.
Les grandes lèvres sont très réduites chez les hominoïdes, à l'exception du Bonobo et d'Homo sapiens.

## Anatomie
Les lèvres vaginales sont constituées de l'ensemble des grandes et des petites lèvres.
Les grandes lèvres, sont formées par les bords de la fente vulvaire (rima pudendi) entre la base du mont du pubis et la région périanale. Ce sont des structures convexes ressemblant à des lèvres composées principalement de peau et de tissu adipeux (gras), qui s'étendent de chaque côté de la vulve et forment la fente vulvaire à leur jonction. Les grandes lèvres ont souvent un aspect dodu et sont plus épaisses vers la face antérieure. Leur face externe est recouverte de poils après la puberté et peu kératinisée, leur face interne est imberbe et rosée. Le derme contient de nombreuses glandes sudoripares et sébacées. La jonction antérieure des grandes lèvres est en dessous du mont du pubis et au-dessus du clitoris. À l'arrière, les grandes lèvres se rejoignent à la commissure postérieure qui est au-dessus du périnée et au-dessous du frein des petites lèvres. Les rainures entre les grandes lèvres et les petites lèvres sont connues sous le nom de sillons interlabiaux ou plis interlabiaux.
Les petites lèvres, également appelées lèvres internes, sont deux plis souples de peau sans graisse et sans poils entre les grandes lèvres. Ils protègent le vestibule vulvaire, l'urètre et le vagin. La partie supérieure de chaque labium minora se divise pour se joindre au gland du clitoris et au capuchon du clitoris. Les petites lèvres se rencontrent postérieurement au frein des petites lèvres, un pli de peau sous l'orifice vaginal. Ce frein est plus importante chez les femmes jeunes et recule souvent avec l'activité sexuelle et l'accouchement. En position debout ou avec les jambes jointes, les grandes lèvres recouvrent entièrement ou partiellement les surfaces internes de la vulve, ce qui protège indirectement le vagin et l'urètre. Leur derme est riche en glandes sébacées (smegma prépucial) et sudoripares apocrines.
Il existe une riche palette de types de petites lèvres. La couleur, la taille, la longueur et la forme des petites lèvres varie considérablement d'une femme à l'autre. Chez certaines femmes, les petites lèvres sont presque inexistantes et chez d'autres, elles peuvent être charnues et apparentes. Leur couleur varie du rose nacré au brun foncé et leur texture être lisse ou très rugueuse.

### Etapes du développement embryonnaire
Le sexe biologique d'un individu est déterminé à la conception, c'est-à-dire le moment où un sperme féconde un ovule créant un zygote. Le type de chromosome contenu dans le sperme détermine le sexe du zygote. Un chromosome Y donne un mâle et un chromosome X une femelle. Un zygote mâle deviendra plus tard un embryon et formera des testicules, qui produisent des androgènes (principalement des hormones mâles), entraînant généralement la formation de parties génitales masculines. Les organes génitaux féminins se forment généralement en l'absence d'exposition significative aux androgènes.
Les organes génitaux commencent à se développer après environ 4 à 6 semaines de gestation. Initialement, les organes génitaux externes se développent de la même manière quel que soit le sexe de l'embryon, et cette période de développement est appelée le stade sexuellement indifférent. L'embryon développe trois structures génitales externes distinctes: un tubercule génital, deux plis urogénitaux, un de chaque côté du tubercule, et deux gonflements labioscrotaux, délimitant chacun l'un des plis urogénitaux.
La différenciation sexuelle commence sur les organes sexuels internes à environ 5 semaines de gestation, entraînant la formation de testicules chez les mâles ou d'ovaires chez les femelles. Si des testicules se forment, ils commencent à sécréter des androgènes qui affectent le développement génital externe vers la semaine 8 ou 9 de la gestation. Les plis urogénitaux forment les petites lèvres des femelles ou la tige du pénis chez les mâles. Les gonflements labioscrotaux deviennent les grandes lèvres chez les femelles ou fusionnent pour devenir le scrotum chez les mâles. Parce que les parties mâles et femelles se développent à partir des mêmes tissus, cela les rend homologues. La différenciation sexuelle est complète à environ 12 semaines de gestation.

### Évolution

Les tissus génitaux sont influencés par les fluctuations naturelles des niveaux hormonaux, qui entraînent des changements dans la taille, l'apparence et l'élasticité des lèvres à divers stades de la vie. À la naissance, les petites lèvres sont bien développées et les grandes lèvres semblent dodues en raison de leur exposition aux hormones maternelles dans l'utérus. Les grandes lèvres ont la même couleur que la peau environnante. Les adhérences labiales peuvent survenir entre 3 mois et 2 ans, et donner à la vulve un aspect plat. Ces adhérences ne sont généralement pas préoccupantes et disparaissent sans traitement. Les options de traitement peuvent inclure une crème aux œstrogènes, une séparation manuelle avec anesthésie locale ou une séparation chirurgicale sous sédation.
Pendant la petite enfance, les grandes lèvres semblent plates et lisses en raison de la diminution des niveaux de graisse corporelle et de la diminution des effets des hormones maternelles. Les petites lèvres sont moins saillantes.
Pendant la puberté, l'augmentation des niveaux d'hormones modifie souvent de manière significative l'apparence des lèvres. Les petites lèvres deviennent plus élastiques, proéminentes et ridées. Les grandes lèvres retrouvent de la graisse et commencent à faire pousser les poils pubiens près de la fente pudendale. Les poils sont initialement clairsemés et raides mais deviennent progressivement plus foncés, denses et bouclés à mesure que la croissance se propage vers l'extérieur et vers le haut vers les cuisses et le pubis. À la fin de la puberté, les poils pubiens recouvrant les parties génitales finiront souvent par former une forme de triangle.

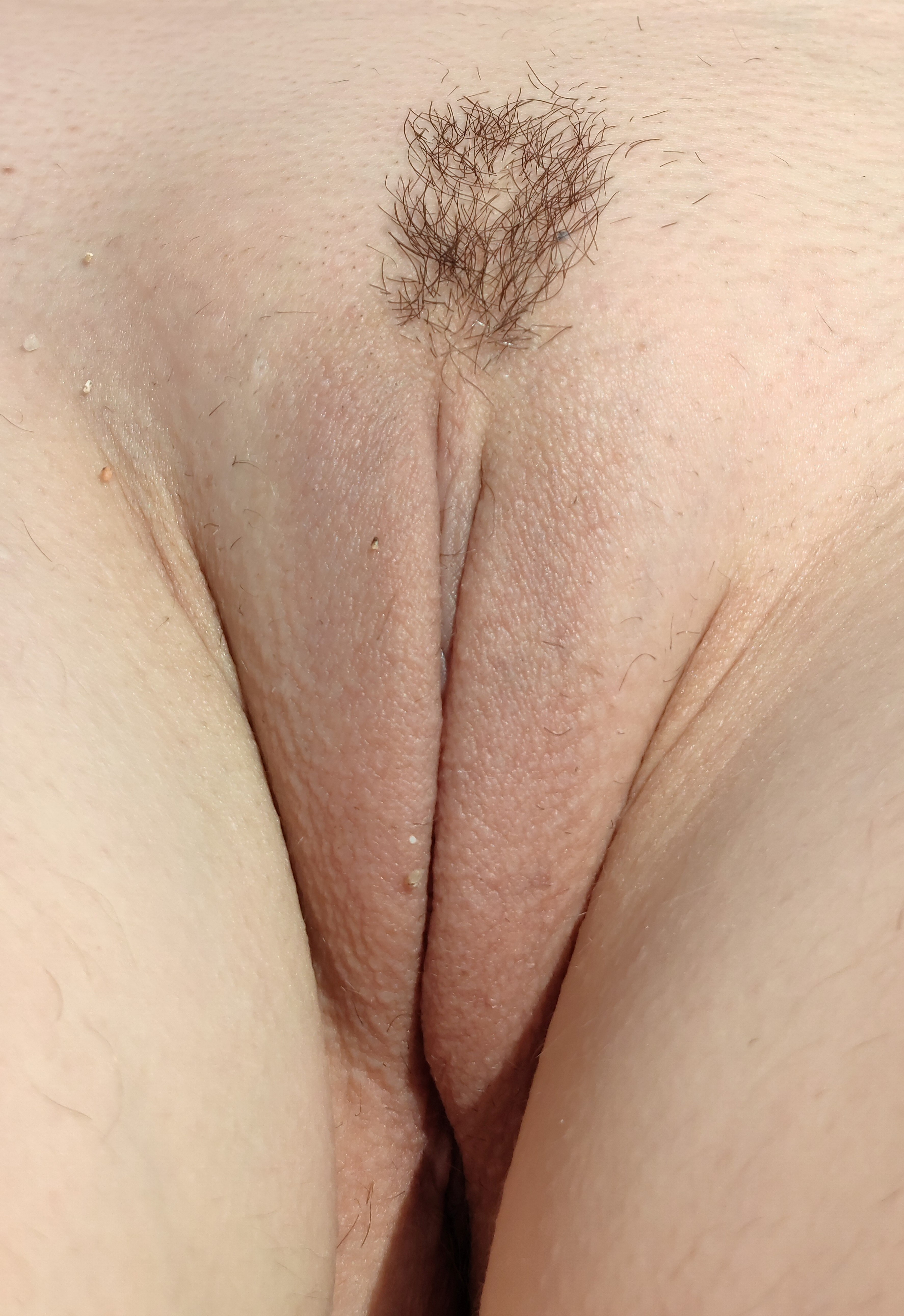
Représentation de l’assombrissement des grandes lèvres.

À l'âge adulte, la surface externe des grandes lèvres peut être plus foncée que la peau environnante et présenter des rides similaires à celles du scrotum masculin. Pendant les années de reproduction, si une femme accouche, la fourchette s'aplatit. La grossesse peut faire assombrir les petites lèvres.
Plus tard dans la vie, les grandes lèvres perdent progressivement de la graisse, devenant plus plates et plus ridées, et les poils pubiens deviennent gris. Après la ménopause, la baisse des taux d'hormones entraîne de nouveaux changements dans les lèvres. Les petites lèvres s'atrophient, ce qui les rend moins élastiques et les poils pubiens des grandes lèvres deviennent plus clairsemés.

### Excitation sexuelle
Les lèvres sont l'une des zones érogènes d'une femme. Les petites lèvres sont sexuellement sensibles et la sensibilité varie considérablement d'une femme à l'autre. Chez certaines femmes, elles sont si sensibles que tout autre chose qu'un toucher léger peut être inconfortable, tandis que la stimulation peut ne provoquer aucune réponse sexuelle chez d'autres. Les lèvres peuvent être stimulées sexuellement dans le cadre de la masturbation ou avec un partenaire sexuel, par exemple par doigté ou par voie orale. Le déplacement des petites lèvres peut également stimuler le clitoris extrêmement sensible.
Pendant l'excitation sexuelle, les grandes lèvres gonflent en raison de l'augmentation du flux sanguin vers la région et reculent, ouvrant légèrement la vulve. Les petites lèvres se gorgent de sang, ce qui les fait dilater de deux à trois fois en diamètre et s'assombrir ou rougir. Parce que la grossesse et l'accouchement augmentent la vascularité génitale, les grandes et petites lèvres s'engorgent plus rapidement chez les femmes qui ont eu des enfants.
Après une période de stimulation sexuelle, les petites lèvres se gorgent de sang de 30 secondes à 3 minutes avant l'orgasme, ce qui les rend encore plus rouges. Une stimulation continue peut entraîner un orgasme et les contractions orgasmiques aident à éliminer le sang piégé dans les petites et grandes lèvres, ainsi que le clitoris et d'autres parties de la vulve, ce qui provoque des sensations orgasmiques agréables.
Après l'orgasme ou lorsqu'une femme n'est plus excitée sexuellement, les lèvres reviennent progressivement à leur état initial. Les petites lèvres retrouvent leur couleur d'origine en 2 minutes et l'engorgement se dissipe en 5 à 10 minutes environ. Les grandes lèvres reviennent à leur état de pré-éveil en environ une heure.

## Société et culture

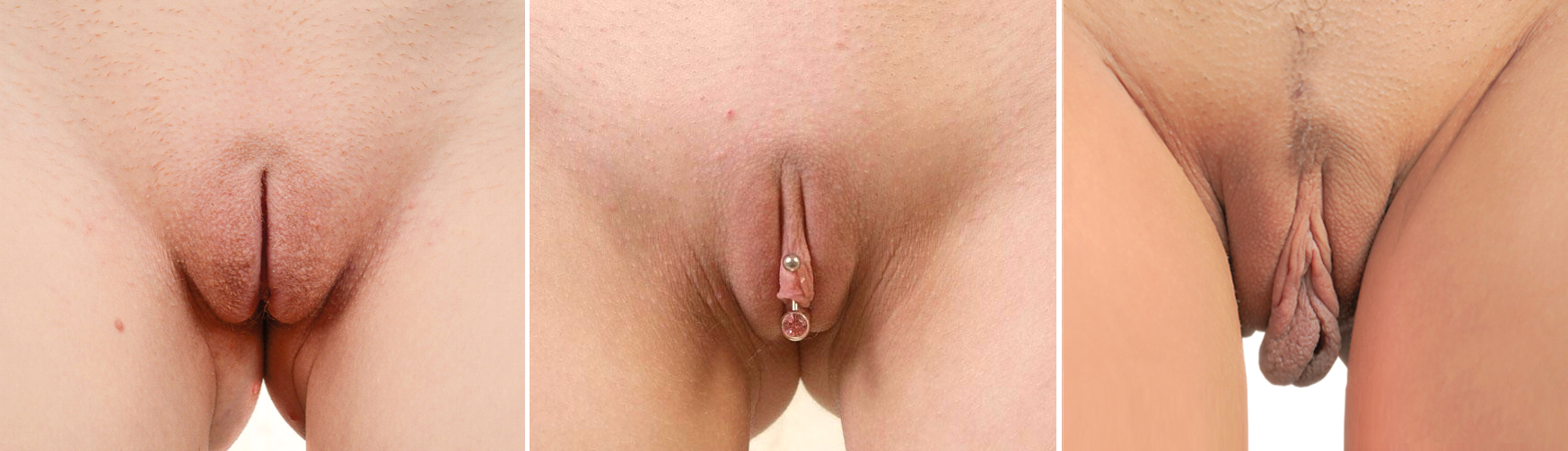
Les petites lèvres sont différentes d'une femme à l'autre. Cette variation naturelle est tout à fait normale. Selon leur longueur, les petites lèvres sont visibles ou complètement recouvertes en position debout. Cependant, de nos jours, les lèvres sont souvent soumises à des idéaux de beauté, ce qui entraîne une demande croissante de labiaplastie.

Dans de nombreuses cultures et lieux à travers le monde, les lèvres, en tant qu'éléments des organes génitaux, sont considérées comme des parties privées ou intimes, dont l'exposition (en particulier en public) est régie par des mœurs socioculturelles assez strictes. Dans de nombreux cas, l'exposition du public est limitée et souvent interdite par la loi.
Les opinions sur les poils pubiens diffèrent selon les personnes et entre les cultures. Certaines femmes préfèrent l'apparence ou la sensation des poils pubiens, tandis que d'autres choisissent d'en retirer une partie ou la totalité. Les méthodes d'épilation temporaires comprennent le rasage, la tonte, l'épilation à la cire, le sucre et les produits dépilatoires, tandis que l'épilation permanente peut être réalisée par électrolyse ou épilation au laser. En Corée du Sud, les poils pubiens sont considérés comme un signe de fertilité, ce qui conduit certaines femmes à subir une greffe de poils pubiens.
Certaines femmes des sociétés occidentales sont conscientes de la taille, de la couleur ou de l'asymétrie de leurs lèvres. Le visionnement de pornographie peut influencer la vision d'une femme sur ses parties génitales. Les modèles en pornographie ont souvent des petites lèvres mineures ou inexistantes, et les images sont souvent aérographiées, de sorte que les images pornographiques ne représentent pas toute la gamme des variations naturelles de la vulve. Cela peut amener les téléspectateurs de la pornographie à avoir des attentes irréalistes quant à l'apparence des lèvres. Semblable à la façon dont certaines femmes développent des problèmes d'estime de soi en comparant leur visage et leur corps à des modèles aérographiés dans des magazines, les femmes qui comparent leurs vulves à des images pornographiques idéalisées peuvent penser que leurs propres lèvres sont anormales. Cela peut avoir un impact négatif sur la vie d'une femme, car la conscience de soi génitale rend plus difficile la pratique d'une activité sexuelle, la consultation d'un gynécologue ou la réalisation d'un auto-examen génital. Développer une conscience de la différence réelle entre les lèvres et les individus peut aider à surmonter cette conscience de soi.
Dans plusieurs pays d'Afrique et d'Asie, les organes génitaux féminins externes sont régulièrement mutilés pour des raisons liées aux idées sur la tradition, la pureté, l'hygiène et l'esthétique. Les mutilations génitales féminines sont principalement interdites dans le monde, même dans les pays où la pratique est répandue.
La labiaplastie est une procédure de chirurgie plastique controversée qui implique la création ou le remodelage des lèvres. Le piercing des lèvres est un piercing cosmétique, généralement avec une aiguille spéciale dans des conditions stériles, des petites et grandes lèvres. Les bijoux sont portés dans l'ouverture résultante.